# Lisa Andersen
Lisa Andersen fut une surfeuse professionnelle américaine née le 8 mars 1969 à Ormond Beach, Floride aux États-Unis. 4 fois championne du monde de surf consécutivement de 1994 à 1997.

## Biographie
Les surfeuses ont toujours eu des difficultés pour intégrer le monde du surf. La situation a évolué dans les années 90, notamment avec l'arrivée de Lisa Andersen. 
Son style était fluide et engagé. Elle devint professionnelle en 1987. Elle a remporté le premier de ses quatre titres mondiaux en 1994. Elle devint l'égérie de Roxy, une marque de Quiksilver, pour la promotion du surf féminin.

### Épreuves
- 1994 : Réunion Surf Pro de Saint-Leu, à La Réunion, en France.
- 1996 : Rip Curl Women's Pro Saint-Leu de Saint-Leu, à La Réunion, en France.